# Leptopeltopsis nebulosa
Leptopeltopsis nebulosa är en svampart som beskrevs av Petr. 1947. Leptopeltopsis nebulosa ingår i släktet Leptopeltopsis och familjen Leptopeltidaceae.   Inga underarter finns listade i Catalogue of Life.
I den svenska databasen Dyntaxa används istället namnet Leptopeltis nebulosa för samma taxon.  Arten är reproducerande i Sverige.